# Saint-Pern
Saint-Pern (bret. Sant-Pern) – miejscowość i gmina we Francji, w regionie Bretania, w departamencie Ille-et-Vilaine.
Według danych na rok 1990 gminę zamieszkiwało 710 osób, a gęstość zaludnienia wynosiła 59 osób/km² (wśród 1269 gmin Bretanii Saint-Pern plasuje się na 716. miejscu pod względem liczby ludności, natomiast pod względem powierzchni na miejscu 765.).